# Бенеш-Мраз Be-56 Бета-Мајор
Бенеш-Мраз Бе-56 Бета-Мајор је био чехословачки акробатски и тренажни једносед нискокрилни авион из 1930-их, направљен 1936. године . Био је исти као авион Бенеш-Мраз Бе-52 Бета-Мајор, од којег се разликовао само зато што је имао једно седиште, био је једносед. Авион који је пројектовао инж. Павел Бенеш произвела га је фабрика Бенеш - Мраз  из Хоцења.  Те 1936.године фирма Бенеш-Мраз је понудила тржишту још шест авиона: Be-150 Бета-Јуниор, Be-250 Бета-Мајор, Be-52 Бета-Мајор, Be-501 Биби, Be-502 Биби и Be-550 Биби.

## Пројектовање и развој
Био је то још један модел у низу успешних предратних авиона ове компаније, који је произведен за спортске и школске сврхе. Направљен је само један прототип који је регистрован као OK-BEG.
Нискокрилни моноплан Бенеш-Мраз Бе-56 Бета-Мајор заснован је на два друга, претходна типа акробатских авиона, двоседа Be-50 и Be-52 .  Оба ова авиона су била опремљена четвороцилиндричним моторима са висећим цилиндрима Walter,  Walter Minor 4 (Be-50) и Walter Major 4 (Be-52). У поређењу са Be-52, Be-56 је био знатно лакши и, као авион са једним седиштем, био је агилнији и управљивији те погоднији за акробатику. Поред фабричких испитивања, авион је темељно опитован у Војнотехничком ваздухопловном институту (ВТЛУ). Одлуком Министарства јавних радова према Извештају бр. 59/1936, на основу задовољавајућих испитивања, авион је одобрен за употребу на међународним летовима.
Авион је са пилотом инж. Јосеф Коукал  приказан потенцијалним заинтересованим странама у иностранству,  у Белгији, Румунији и Бугарској, али без успеха. Авион је учествовао на Прашком националном аеромитингу, који је одржан од 12. јуна до 6. јула 1937. године  . Крајем септембра 1937. године одржана је добро посећена III. национални  куп РЧС и II. национално такмичење у ваздушној акробацији повезано са даном авијације у Кбелом. Након овога, Фабрика више није регистровала авион Бе-56 за своје потребе.

## Опис авиона
Овај отворени једносед по облику је личио на свог „близанца“ Бенеш-Мраз Be-52 Бета-Мајор, са којом се поклапао у низу основних димензија. Правоугаони попречни пресек трупа са куполастим горњим делом одговарао је коришћеном линијском мотору. На предњој страни, мпоторни део се завршавао са противпожарним зидом, на коју је био причвршћен носач мотора. Један резервоар за бензин налазио се у трупу испред пилотске кабине. У трупу је било места само за пилота, а команде које су се налазиле у њему биле су исте, као код Be-52. Сам простор у кокпиту  је довољно простран за смештај и коришћење падобрана. Кокпит је био опремљен свим потребним инструментима за управљање авионом, укључујући инструменте за лет по магли или смањеној видљивости.
Авион је покретао Walter Major 4 ваздушно хлађени, клипни, линијски четвороцилиндрични мотор са висећим цилиндрима снаге 88,3-95,6 kW (120-130 KS). На вратилу је била дрвена двокрака елиса са фиксним кораком. Мотор Walter Major 4 је преко еластичних гумених елемената био постављен на носач мотора који је био направљен од заварених челичних цеви. Капотажа мотора се лако отварала и омогућавала лак приступ мотору са обе стране.
Крила су била идентична са Be-52, али су показала већи фактор сигурности (16)  при мањој укупној тежини авиона. Средњи део крила изведен је изједна са трупом, (центроплан) с тим што су оба спољна дела крила била качена на ојачане окове помоћу специјалних клинова. Фурнирана крила су се нагло сужавала према крају.
Конструкција вертикалног стабилизатора је била саставни део конструкције трупа. Хоризонтални стабилизатори су били самоносећи, сједињени са трупом. Сви фиксни делови репних површина су били обложени дрвеном лепенком. Покретне репне површине (кормила) биле су прекривене платном, кормилима се управљало сајлама.
Стајни трап је имао две независне ноге са значајним размаком између точкова и аеродинамичним поклопцима точкова. Свака нога је била причвршћена за предњу рамењачу са 4 завртња.

## Оперативно коришћење
Власник авиона била је фабрика Бенеш-Мраз. Коришћен је за демонстрационе летове и за учешће на аеромитинзима. О њему се писало да има одличан успон и досег, да се може безбедно користити за обрушавајуће летове, што је показано на опитовању у ВТЛУ.
Летелица је „глумила” у чешком шпијунском филму Ваздушни Торпедо 48 (1936). У драматичној зрачној борби, пилот Ирена Венгерова ( Мила Реимондова ) у овом авиону са регистрацијом OK-BEG (у филму названом ЦК-Икарус) била је принуђена да слети, на шта ју је натјерао Петр Нор ( Антонин Новотны ) на летећи борбени двокрилац Авиа Б-534 . Аутор сценарија је Карел Хашлер, који је глумио и у филму снимљеном код АБ Барандова (др. Марван). Снимљено уз учешће стручњака Министарства народне одбране.
Овај једини Be-56 касније је користило словачко ваздухопловство након немачке окупације Чехословачке 1939. године. Током Другог светског рата регистрован је у Словачкој (са промењеном регистрацијом OK-MAB)  и користио га је словачко ратно ваздухопловство за обуку пилота.

## Корисници
- Чехословачка
- Словачка